# Cortinarius variicolor
Cortinarius variicolor är en svampart som först beskrevs av Christiaan Hendrik Persoon, och fick sitt nu gällande namn av Elias Fries 1838. Cortinarius variicolor ingår i släktet Cortinarius och familjen spindlingar.  Utöver nominatformen finns också underarten marginatus.

## Källor

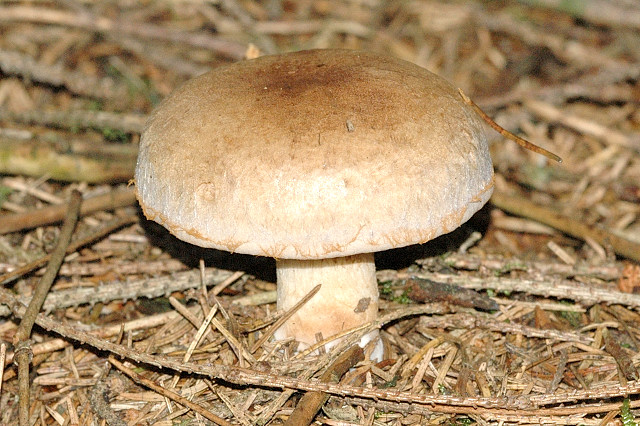
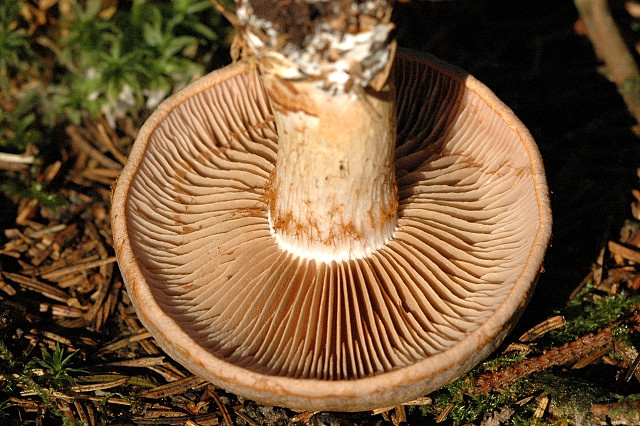